# گوش درونی
گوش درونی یا گوش داخلی پستانداران متشکل از یک سری مجاری و ساک‌های غشایی (لابیرنت غشایی) است که درون پوششی استخوانی (پیچال) قرار گرفته‌اند. لابیرنت استخوانی نیز درون استخوان گیجگاهی قرار دارد.
لابیرنت غشایی محتوی بافت پوششی حسی شنوایی و وستیبولار است و درون آن مایع آندولنف قرار دارد. ترکیب یونی مایع آندولنف به مایعات درون سلولی نزدیک است یعنی دارای غلظت بالای پتاسیم (+K) و غلظت پایین سدیم (+Na) است. 
بین لابیرنت غشایی و استخوانی نیز مایع پری لنف وجود دارد که غلظت سدیم آن بالا و غلظت پتاسیم آن پایین است و از این حیث با مایعات خارج سلولی و مغزی- نخاعی مشابه می‌باشد. برای حفظ این اختلاف یونی بین آندولنف و پری لنف، لابیرنت غشایی توسط یک لایه اپی‌تلیومی دارای چندین نقطه اتصال، احاطه گردیده است.
در سال ۲۰۱۳، دانشمندان پی بردند که عامل بازدارنده گاما سکرتاز بر روی سلول‌های مویین گوش درونی اثر احیاءکننده دارد. این دستاورد برای درمان مؤثر ناشنوایی بسیار با ارزش است. گاما سکرتاز سابقاً" برای درمان آلزایمر مورد آزمایش قرار گرفته بود.

## نگارخانه

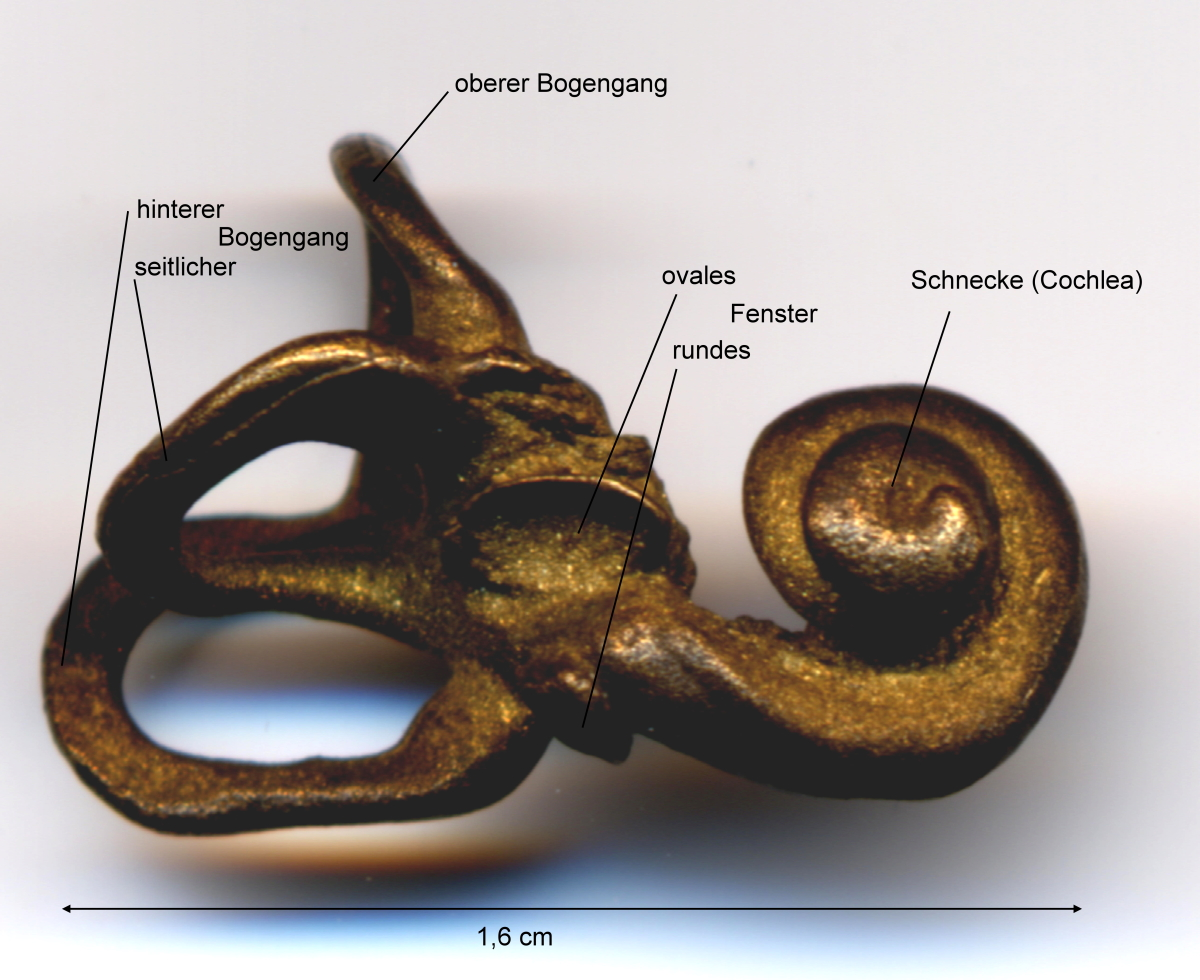
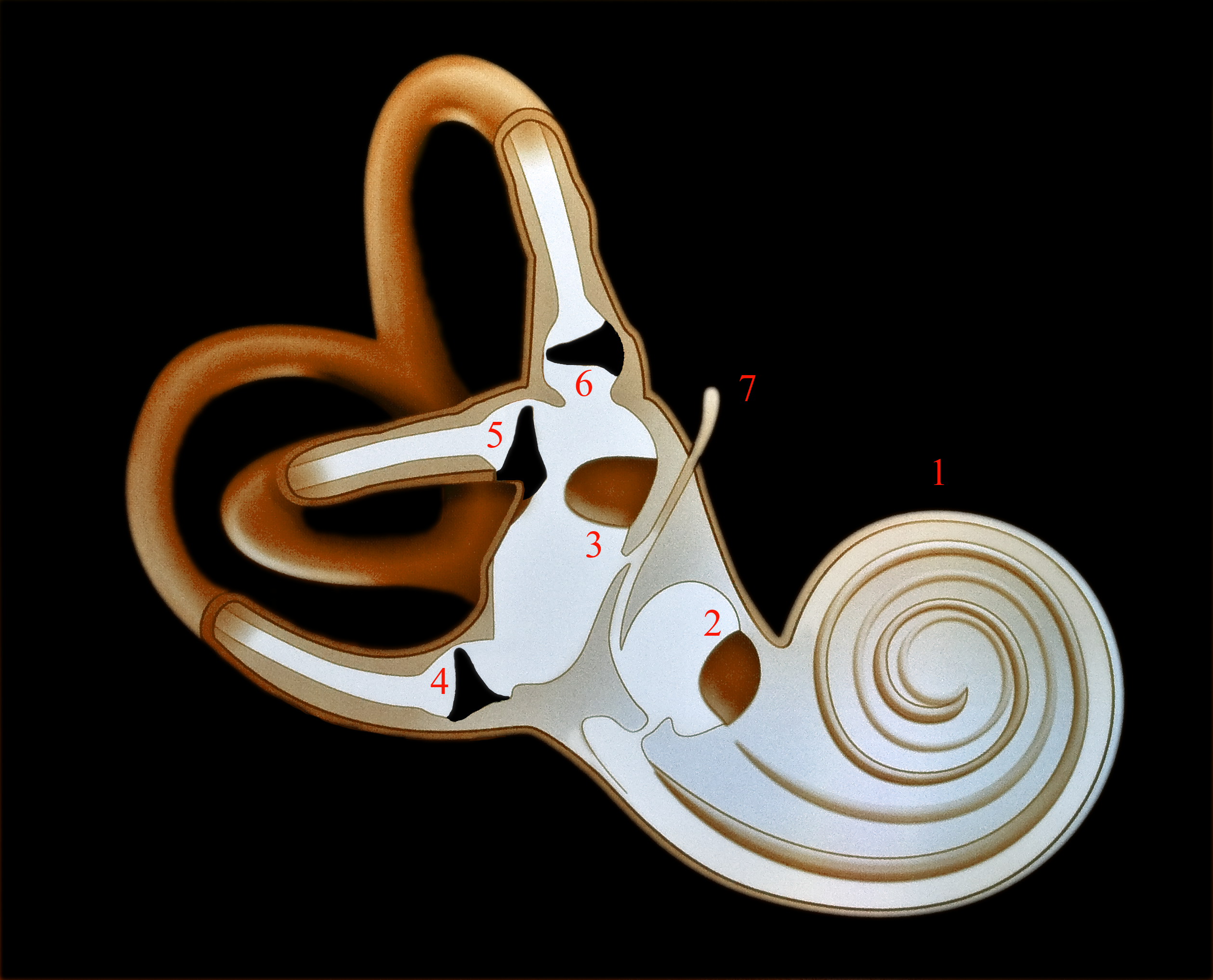
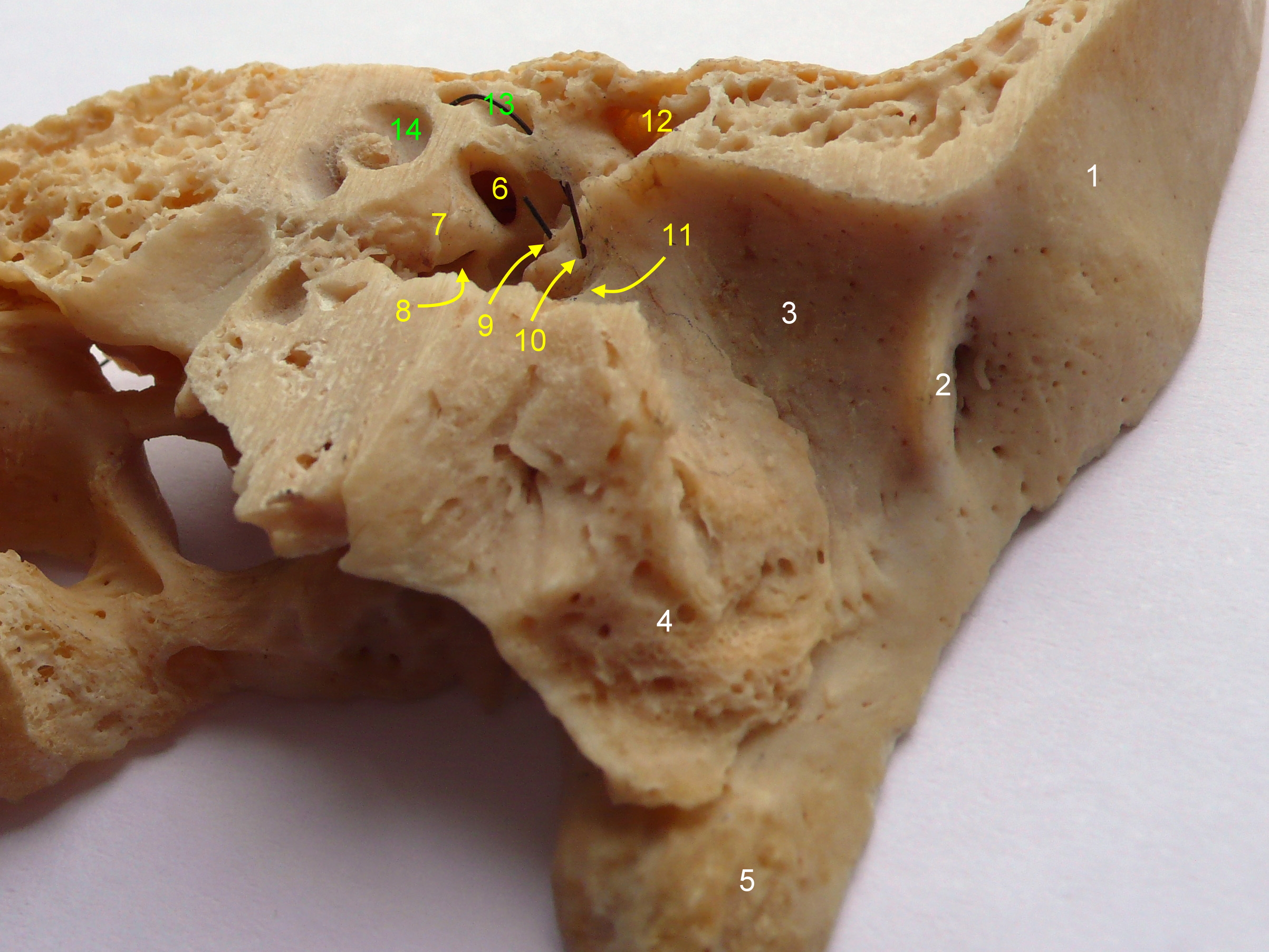
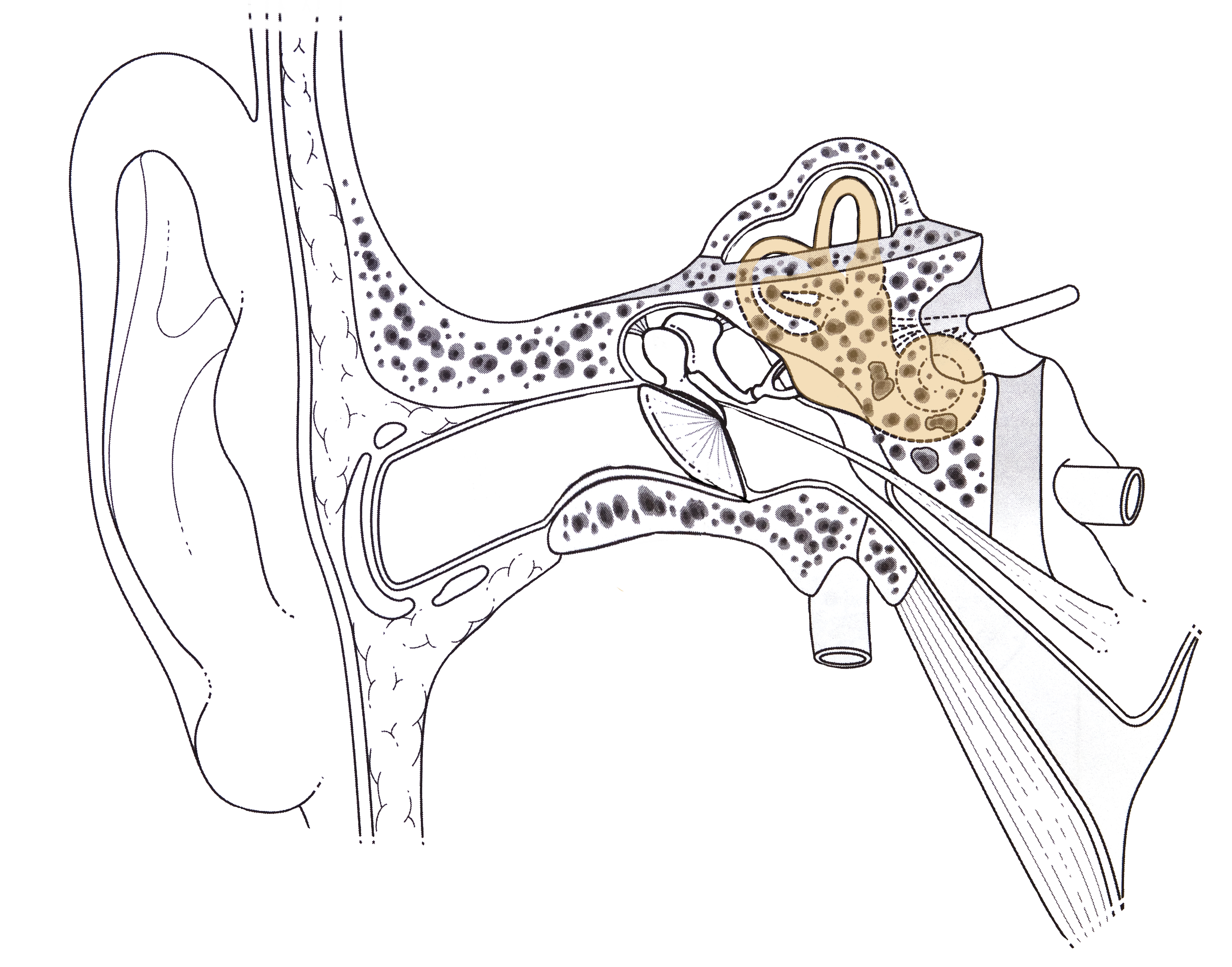